# Ossipee
Ossipee är huvudkommun (town) i Carroll County, New Hampshire, USA, och har en yta av 195,7 km² och en befolkning som uppgår till 4 211 invånare (2000).
Kommunen ligger cirka 70 km nordost om delstatens huvudstad Concord och cirka 10 km väster om gränsen till delstaten Maine.